# Vereinigung der Nationalen Olympischen Komitees
Die Vereinigung der Nationalen Olympischen Komitees (offizielle Namen: englisch Association of National Olympic Committees (ANOC), französisch Association des Comités Nationaux Olympiques (ACNO) oder spanisch Asociación de Comités Olímpicos Nacionales (ACNO)) ist die im Juni 1979 gegründete Vereinigung aller vom Internationalen Olympischen Komitee anerkannten Nationalen Olympischen Komitees mit Sitz in Lausanne.
Präsident der ANOC von ihrer Gründung bis 2012 war 33 Jahre lang der Mexikaner Mario Vázquez Raña. Gegenwärtiger Präsident ist der Fidschianer Robin Mitchell. Seit 2014 werden jährlich die ANOC-Awards vergeben.

## Verbände

Mitglied-NOKs der ANOC, eingeteilt in die fünf Kontinentalorganisationen.

Die ANOC ist in fünf kontinentale Verbände eingeteilt:
- Association of National Olympic Committees of Africa (Afrika)
- Pan American Sports Organisation (Amerika)
- Olympic Council of Asia (Asien)
- Europäische Olympische Komitees (Europa)
- Oceania National Olympic Committees (Ozeanien)